# Nephelodes minians
Nephelodes minians är en fjärilsart som beskrevs av Achille Guenée 1852. Nephelodes minians ingår i släktet Nephelodes och familjen nattflyn. Inga underarter finns listade i Catalogue of Life.

## Bildgalleri

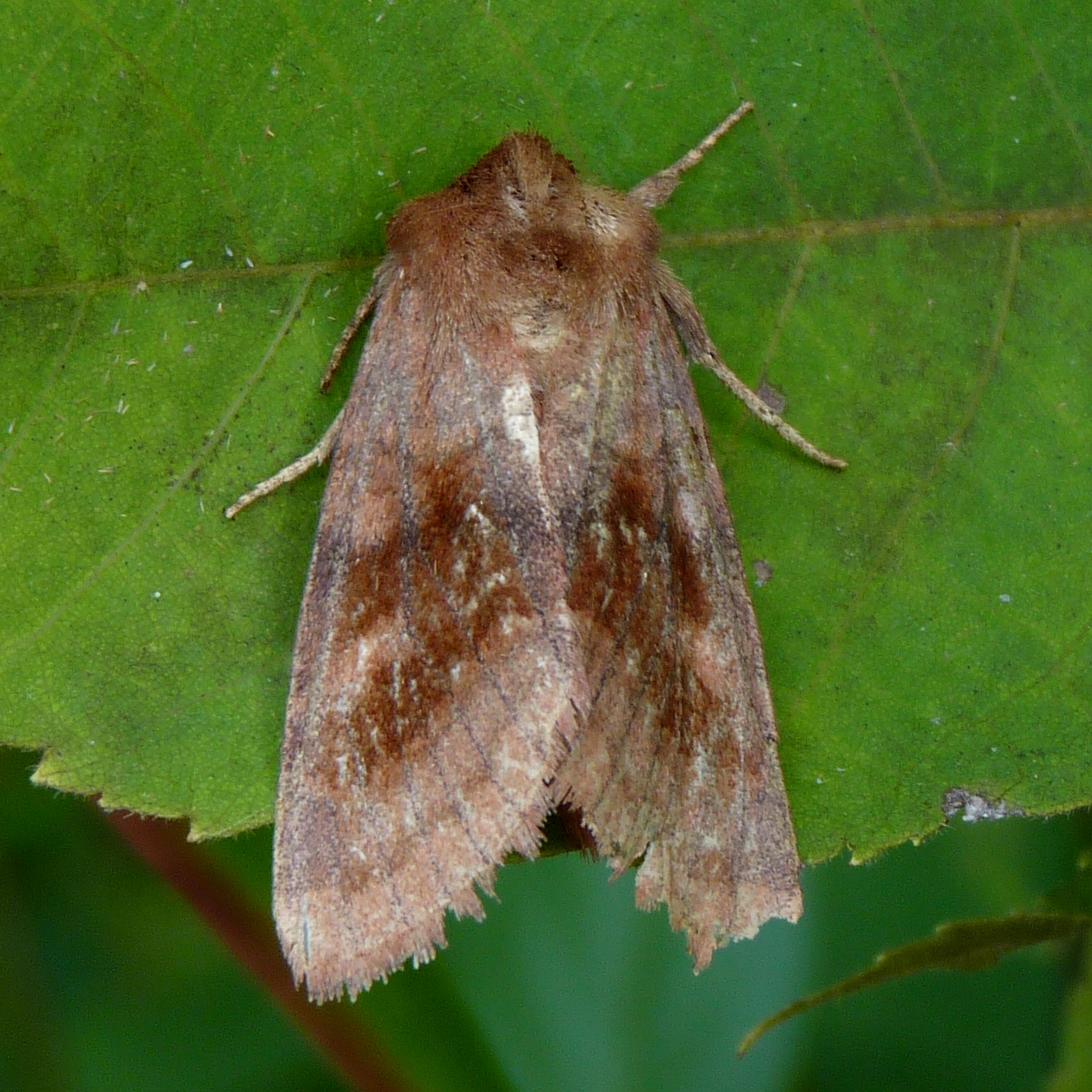
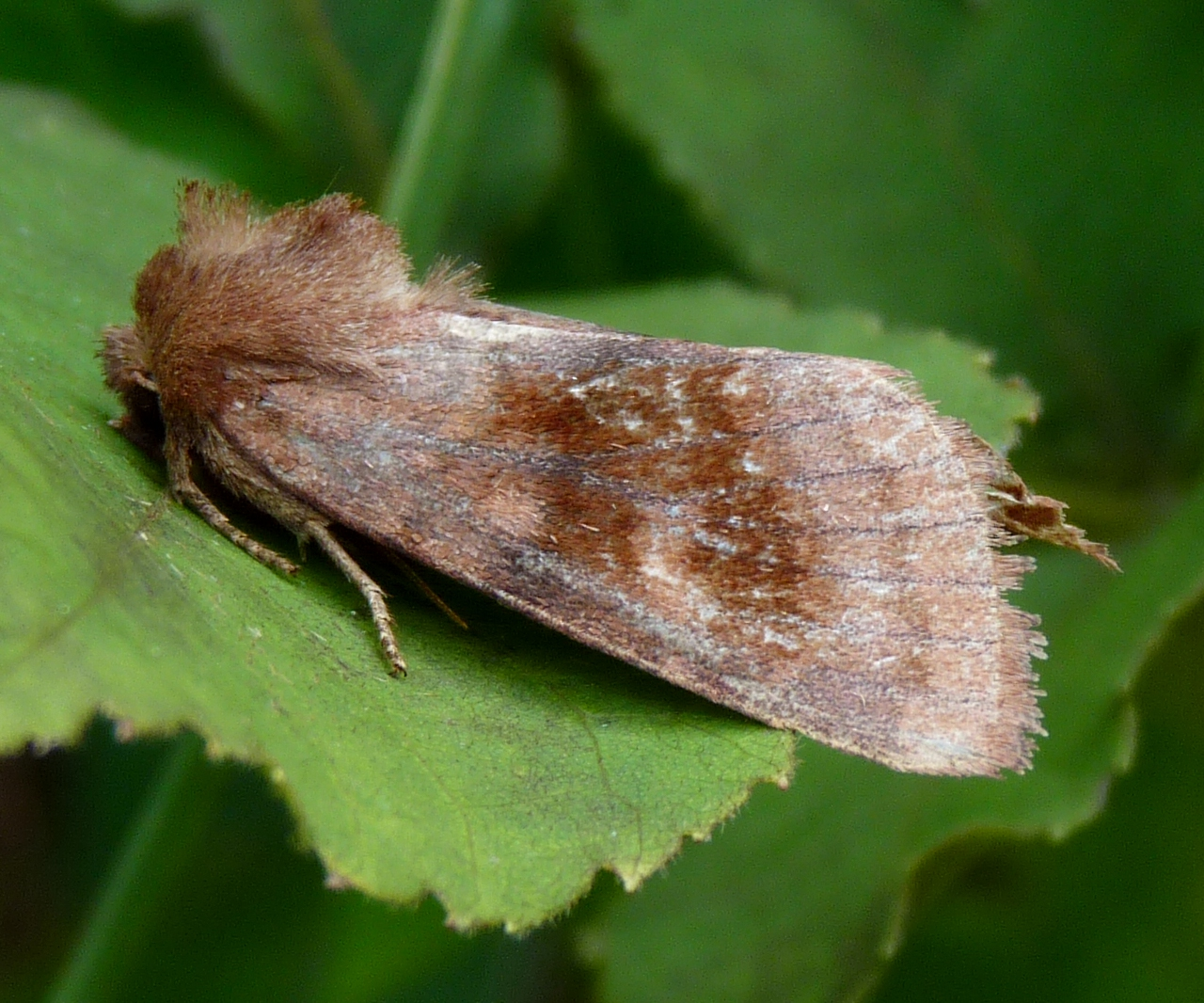
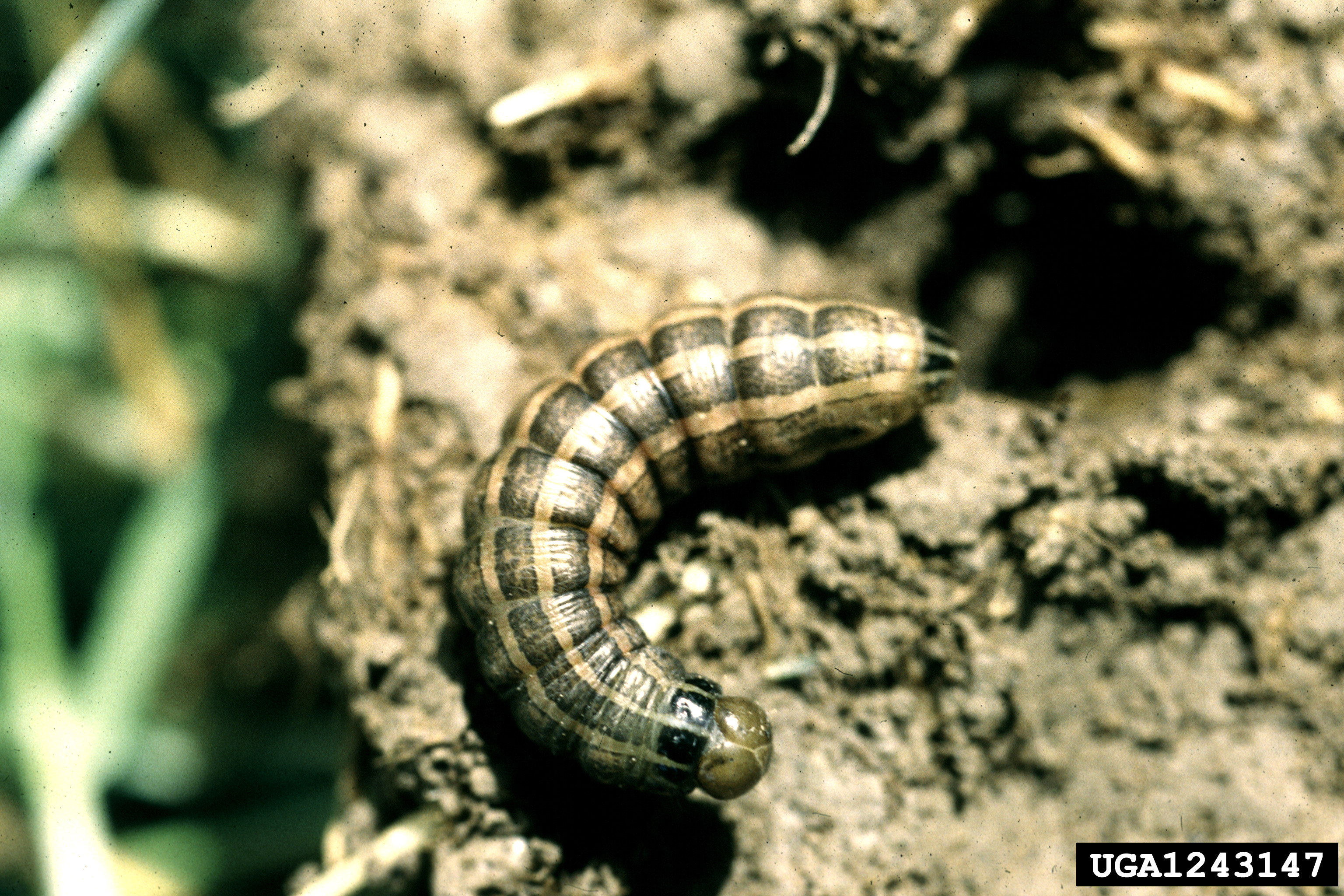